# Todd Susman
Todd Susman (Saint Louis (Missouri), 17 januari 1947) is een Amerikaans acteur.

## Biografie
Susman was getrouwd en heeft hieruit een kind.

## Filmografie

### Films
Selectie:
- 2010: You Don't Know Jack – Stan Levy
- 2009: The Taking of Pelham 123 – supervisor
- 2001: Face Value – luitenant Martin
- 1999: Blast from the Past – slager
- 1993: Coneheads – Ron
- 1987: Beverly Hills Cop II – uitvoerder op bouwplaats

### Televisieseries
Uitgezonderd eenmalige gastrollen.
- 2020-2021: For Life - als rechter Ira Wexler (2 afl.)
- 2018-2021: Bull - rechter Mathias Cleary (3 afl.)
- 2014: Alpha House – Saul Watt (4 afl.)
- 2013–2014: Orange Is the New Black – Howard Bloom (5 afl.)
- 2001: So Little Time – geschiedende (2 afl.)
- 1995–1997: Coach – Bill (5 afl.)
- 1997: The Burning Zone – Henry Newland (2 afl.)
- 1995–1996: Grace Under Fire – Glen (4 afl.)
- 1994–1995: Empty Nest – Ben Braxton (6 afl.)
- 1992: Scorch – Jack Fletcher (6 afl.)
- 1991: Sons and Daughters – Roger (2 afl.)
- 1990: City – Roger Barnett (13 afl.)
- 1984–1989: Newhart – officier Shifflett (17 afl.)
- 1989: Have Faith – Arthur Glass (7 afl.)
- 1986–1988: Webster – Lyle (3 afl.)
- 1987–1988: Our House – Marvin Stokes (2 afl.)
- 1985–1988: St. Elsewhere – Victor Bevine (4 afl.)
- 1987: Punky Brewster – Mike Deaton (3 afl.)
- 1986: Fresno – sergeant Dobbs (? afl.)
- 1986: Night Court – mr. Rodgers (2 afl.)
- 1983: Goodnight, Beantown – Augie Kleindab (2 afl.)
- 1982: Star of the Family – Leo Feldman (10 afl.)
- 1979–1980: The Waltons – Ted Lapinsky (3 afl.)
- 1976: Spencer's Pilots – Stan Lewis (6 afl.)
- 1975: The Bob Crane Show – Marvin Susman (13 afl.)

### Computerspellen
- 2010: Red Dead Redemption – voetganger
- 2006: Bully – mr. Gordon
- 2003: Max Payne 2: The Fall of Max Payne – maffialid / politieagent / rus
- 2002: Soldier of Fortune II: Double Helix – John Mullins
- 2001: Fallout Tactics: Brotherhood of Steel – Padalin Ziskele
- 2000: Soldier of Fortune – John Mullins